# Sebastiano di Montecuccoli

Stemma dei Montecuccoli

Sebastiano di Montecuccoli (... – Lione, 7 ottobre 1536) è stato un nobile italiano.

## Biografia
Il conte Sebastiano di Montecuccoli (di Montecucoli o Montecuculli), era un nobile italiano al servizio di Francesco I di Francia, giustiziato per presunto avvelenamento del figlio maggiore del re.
Montecuccoli fu segretario del Delfino Francesco, erede del trono francese. Dopo l'inaspettata morte del Delfino il 10 agosto 1536, Sebastiano fu sospettato di aver avvelenato il giovane assetato portandogli un bicchiere d'acqua. Un libro sulla tossicologia fu trovato in possesso di Montecuccoli e in precedenza era stato al servizio di Carlo V, ma era venuto in Francia con Caterina de' Medici. 
Sotto tortura, Montecuccoli confessò di aver tentato di avvelenare il re Francesco e il Delfino per conto dell'imperatore. Più tardi ritirò la sua confessione, ma venne giustiziato per squartamento in Place de la Grenette a Lione il 7 ottobre 1536. Questo modo di esecuzione era riservato ai regicidi e significava che la vittima fu fatta a pezzi da quattro cavalli, che galoppavano in quattro direzioni diverse. 
L'accademico e storico lionese Félix Desvernay, in un numero del giornale cittadino Le Progrès, pubblicò nel 1908 la sentenza di condanna del tribunale del Gran Consiglio, convocato straordinariamente a Lione, e vi aggiunse persino il macabro resoconto (da lui ritrovato in una stampa rarissima del 1537) delle scene atroci che seguirono il supplizio.
Carlo V protestò ufficialmente contro le accuse mosse contro il suo governo. Si ritiene che la vera causa della morte del Delfino sia stata la tubercolosi.